# 蘇軾

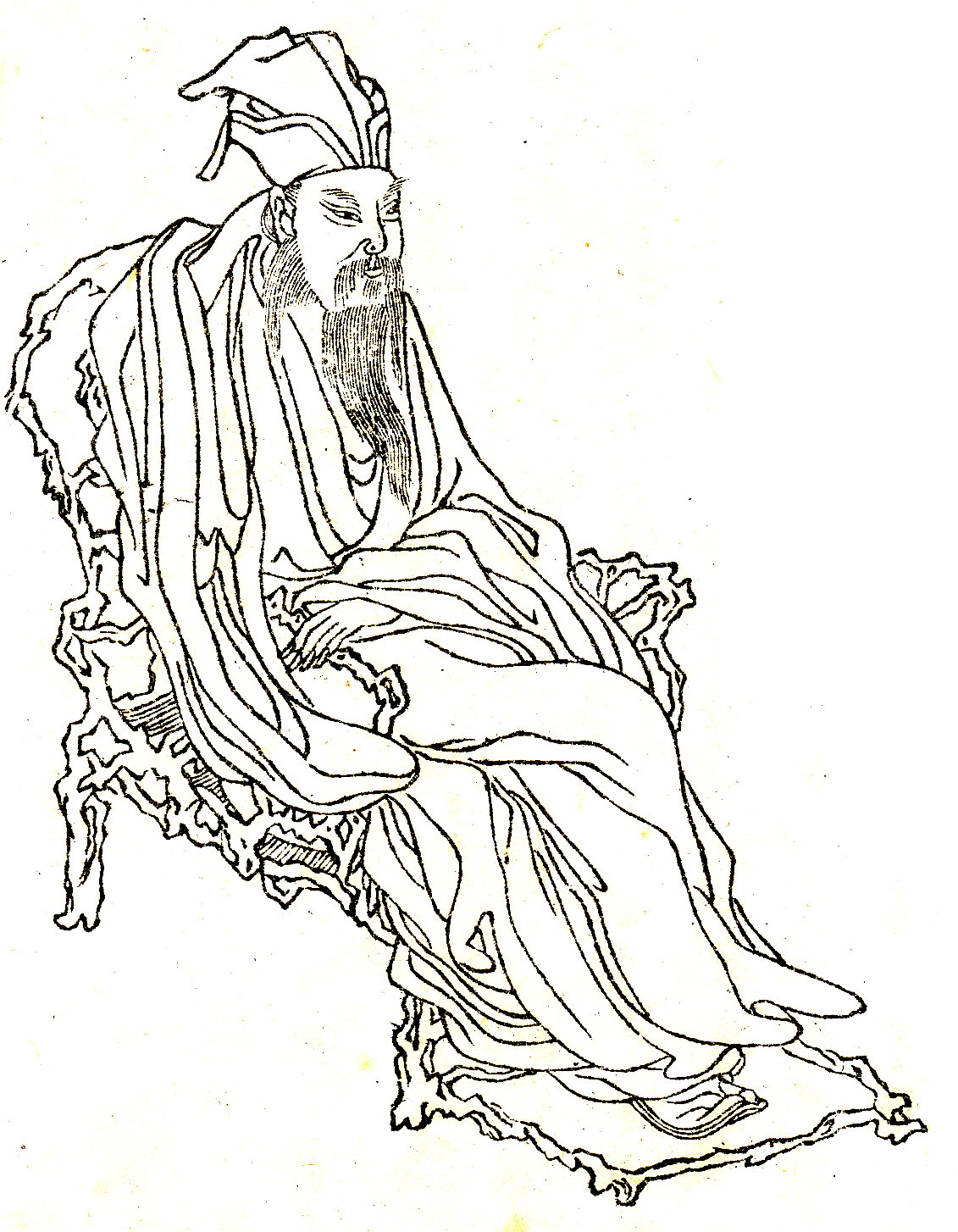
蘇軾（『晩笑堂竹荘画伝』）

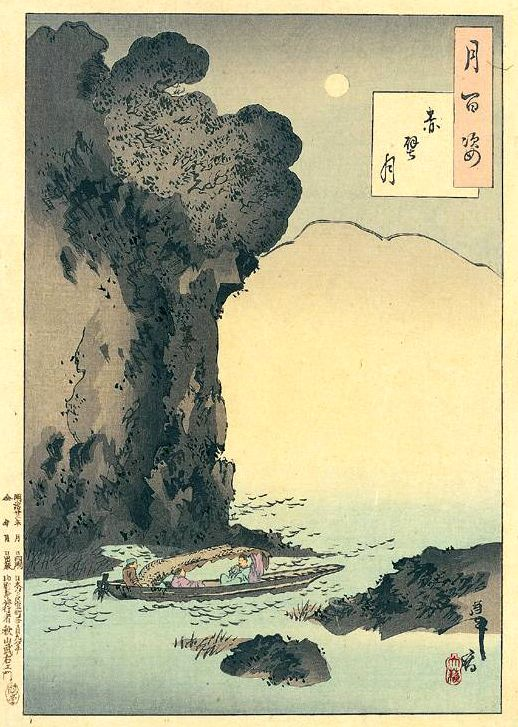
『赤壁の月』（月岡芳年『月百姿』）赤壁に遊ぶ蘇軾

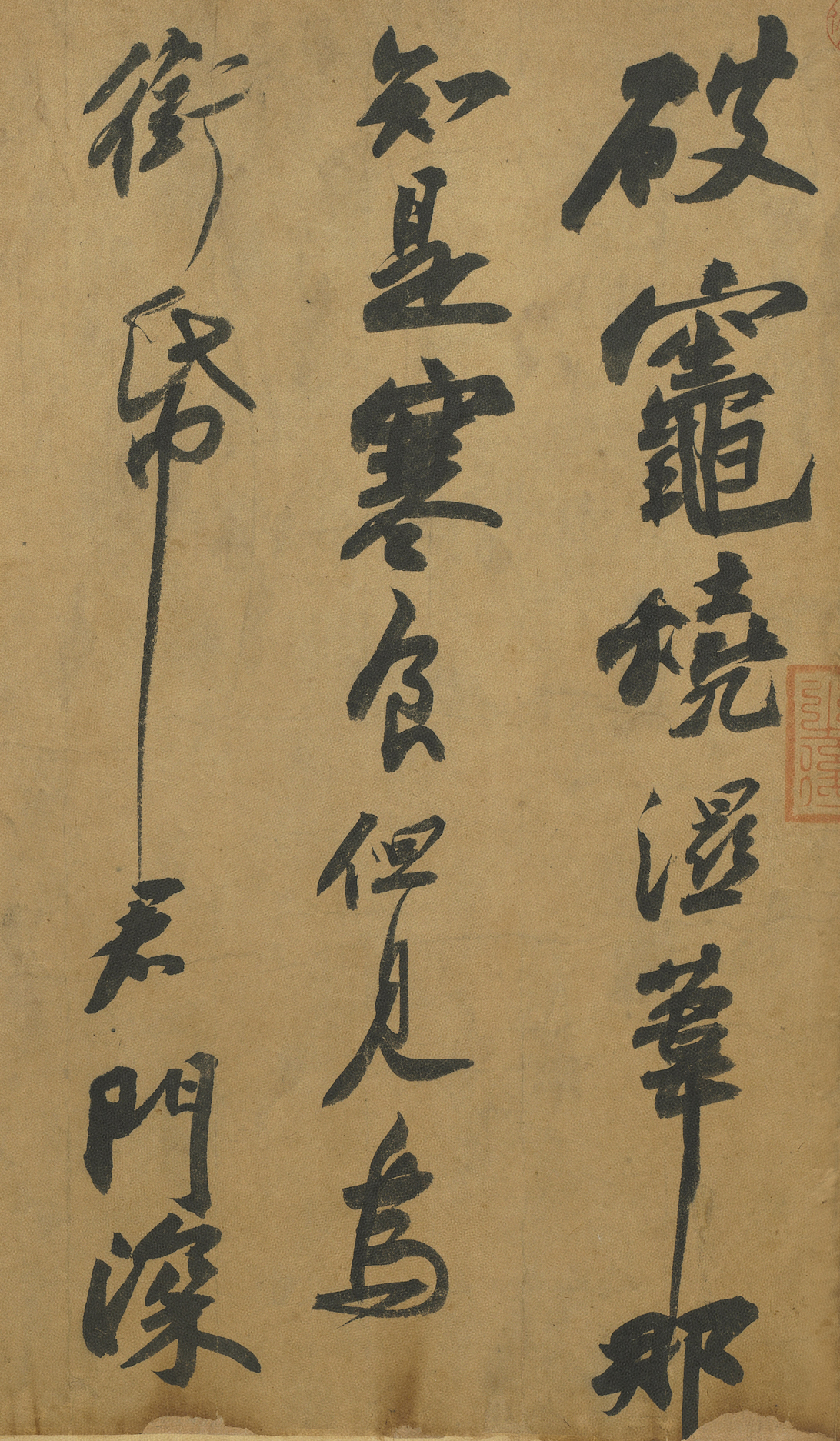
『黄州寒食詩巻』（部分）蘇軾筆

蘇 軾（そ しょく、拼音: Sū Shì、景祐3年12月19日〈1037年1月8日〉- 建中靖国元年7月28日〈1101年8月24日〉）は、中国北宋の政治家、文豪、書家、画家。政治家としての活躍の他、宋代随一の文豪として多分野で業績を残した。文学以外では、書家、画家として優れ、音楽にも通じた。
号は東坡居士（とうばこじ）、字は子瞻（）、諡は文忠公。号から、蘇東坡（）とも呼ばれ、坡公や坡仙などの名で敬慕された。
蘇洵の長男で、弟は蘇轍であり、この三名に韓愈、柳宗元、欧陽脩、曽鞏、王安石を加えた八人を「古文」の唐宋八大家という。子に蘇邁・蘇迨・蘇過・蘇遯ら。曾孫は蘇公弼（威州刺史）、玄孫娘に耶律楚材の夫人（蘇公弼の娘で、耶律鋳の生母）がいる。

## 生涯
眉州眉山県（現在の四川省眉山市東坡区）の出身。8歳で道士張士簡の塾に入り勉学に励み、13歳で弟の蘇轍と共に劉巨という人の門徒となり作詩を学んだ。また20歳までの間に経史に博通しており、賈誼や陸贄の書を好んでは、『荘子』を読んで甚く感銘を受けたとされている。
嘉祐2年（1057年）22歳のときに弟の蘇轍とともに進士となる。このときの科挙は、欧陽脩が試験委員長を務め、当時はやりの文体で書かれた答案は全て落とし、時流にとらわれない達意の文章のみ合格させるという大改革を断行した試験であり、蘇軾・蘇轍・曽鞏の3名のみ合格した。合格後、地方官を歴任し、英宗の時に中央に入る。この時期に親子三人で唱和し作成した「南行集」は、杜甫や梅堯臣の詩を学び五言古詩が多く収録されている。しかし現存しておらず、50巻の詩集（合註本）の巻一に収める42首が面影を残しているのみである。治平3年（1066年）に父の蘇洵が亡くなってからは、政界から一度離れ故郷に帰って喪に服す。再び政界に復帰したのは煕寧2年（1069年）、蘇軾34歳であった。
次代の神宗の時代になると、唐末五代の混乱後の国政の立て直しの必要性が切実になってきた。その改革の旗手が王安石であり、改革のために「新法」と呼ばれる様々な施策が練られた。具体的には『周礼』に説かれる一国万民の政治理念すなわち万民を斉しく天子の公民とする斉民思想に基づき、均輸法・市易法・募役法・農田水利法などの経済政策や、科挙改革や学校制度整備などの教育政策が行われた。蘇軾は、欧陽脩・司馬光らとともにこれに反対したため、2度にわたり流罪を被り辺鄙な土地へ名ばかりの官名を与えられて追放された。
最初の追放は元豊2年（1079年）蘇軾44歳で湖州知州の時代である。国政誹謗の罪を着せられて逮捕され、厳しい取り調べを受ける事になる。この時、御史台の取り調べの際に蘇軾が残した供述書は、後に「烏台詩案」と呼ばれ、問題とされた蘇軾の作品への彼自身の解釈が述べられている。この「烏台詩案」を書き残した時は死を覚悟していたが、神宗の特別の取り計らいで黄州へ左遷となった。
左遷先の土地を東坡と名づけて、自ら東坡居士と名乗った。黄州での生活は足かけ5年にも及び、経済的にも自ら鋤を執って荒地を開墾するほどの苦難の生活だったが、このため彼の文学は一段と大きく成長した。流罪という挫折経験を、感傷的に詠ずるのではなく、彼個人の不幸をより高度の次元から見直すことによって、たくましく乗り越えようと努めた。平生の深い沈思の結果が、彼に現実を超越した聡明な人生哲学をもたらした。この黄州時代の最大の傑作が『赤壁賦』である。赤壁は、三国時代の有名な古戦場であり、西暦208年、呉と蜀の連合軍が、圧倒的な数を誇る魏の水軍を破ったことで知られる。ただし合戦のあった赤壁は、黄州から長江を遡った南岸の嘉魚県の西にあり、蘇軾が読んだ赤壁は実際の古戦場ではない。史跡を蘇軾が取り違えたのではなく、古くからそこを合戦の場だとする民間伝承があったと思われる。
元豊8年（1085年）に神宗が死去し、哲宗が即位すると、幼い哲宗に代わって宣仁太后高氏の垂簾朝政が8年間続く。彼女の後押しも有って旧法党の官僚は要職に就き、元豊9年（1086年）に司馬光は宰相となる。蘇軾も同時期に名誉を回復され50歳で中央の官界に復帰し、中書舎人・翰林学士などを経て、礼部尚書まで昇進した。新法を全て廃止する事に躍起になる宰相・司馬光に対して、新法でも募役法のように理に適った法律は存続させるべきであると主張して司馬光と激しく論争し、次第に旧法派の内部の分裂が見られるようになる。
司馬光の死後は対立が先鋭化し、蘇軾・蘇轍兄弟を中心にした蜀党（四川派）と、程頤・程顥兄弟の洛党（洛陽派）、朔党（北方派）の三つの派閥が党争を起こす事になる。蘇軾は保守派に対し公平な批判的意見を述べたことにより、攻撃の的とされ、地方と朝廷を転々として逃れていた。宣仁太后高氏の寵愛があっても確固たる地位につかなかったのはこのことが原因であった。
紹聖元年（1094年）に再び新法派が力を持つと蘇軾は再び左遷され（この時59歳）、恵州に流され、さらに62歳の時には海南島にまで追放された。二度目の追放である。黄州時よりもより高い役職に就いていたために、左遷時の罰も重かった。それでも飽き足りなかった朝廷側は、場所をさらに恵州から昌化軍（現在の海南島西部）に移した。熱帯環境の海南島は先住民族の黎族の居住地であり、漢民族に沿って異郷ともいえる環境で侘しい生活を送る。
66歳の時、哲宗が死去し、徽宗が即位するにおよび、新旧両党の融和が図られると、ようやく許された。提挙玉局観という名誉職を授けられたが、都に向かう途中病を得て、常州で死去した。しかし、この苛酷な運命にあっても、彼の楽天性は強靭さを失わず、中国文学史に屹立する天性のユーモリストであった。
蘇軾の伝記は、蘇軾の死後まもなく弟の蘇轍が書いた長文の墓誌銘「亡兄子瞻端明墓誌銘」が最も確実な資料である。『宋史』巻338の列伝は、ほぼこの墓誌銘に基づく。

## 詩人として
蘇軾は北宋代最高の詩人とされ、その詩は『蘇東坡全集』や注釈が充実している『蘇軾全集校注』に纏められている。
通釈は主に『蘇東坡　漢詩大系 第17巻』（近藤光男訳、集英社、初版1964年）による。
| 題西林壁（西林の壁に題す） | 題西林壁（西林の壁に題す）               | 題西林壁（西林の壁に題す）                                               |
| 原文                       | 書き下し文                               | 通釈                                                                     |
| -------------------------- | ---------------------------------------- | ------------------------------------------------------------------------ |
| 横看成嶺側成峰             | 横より見れば嶺を成し、傍らよりは峰となる | 正面から眺めると尾根続きの嶺みね、側面へ回って眺めると切り断った峰となる |
| 遠近高低各不同             | 遠近・高低いつも同じきは無し             | 廬山は眺める位置の遠近高低によってそれぞれ違った姿に見える               |
| 不識廬山真面目             | 廬山の真面目を知らざるは                 | 廬山そのものの誠の姿はどうなのか、さっぱりわからないのは                 |
| 只縁身在此山中             | 只だ身の此の山中に在るに縁る             | 自分が廬山の中に身を置いているからである                                 |

### 詩風
生涯で二度左遷を味わい、新法党に対する批判者扱いとされていた蘇軾は、自身の考えをあからさまに述べることが出来なかった期間が長かった。しかし、実際の詩文を読んでみると、柔軟でしなやかであり、芯が強い。強く生き貫こうとする志が表れているのである。
また蘇軾は、自然を好み自然（造物）に自身の心情を託している。宋代に入り自然描写を含んだ詩が多く出てきているが、擬人法を用いて早い時期から習得し成立させていたのが蘇軾であった。擬人法の先例として、次の句が挙げられる。
| 新城道中二首の一 | 新城道中二首の一                   | 新城道中二首の一                                             |
| 原文             | 書き下し文                         | 通釈                                                         |
| ---------------- | ---------------------------------- | ------------------------------------------------------------ |
| 東風知我欲山行   | 東風は我が山行せんと欲するを知りて | 春風はわたくしが山歩きをしようとしているのを悟ってか         |
| 吹斷簷間積雨聲   | 吹斷す、簷間の積雨の聲を           | 軒端に積もっていた淋雨の音を、今日はすっかり吹き払ってくれる |

#### 蘇軾と弟・蘇轍
蘇軾と蘇轍は兄弟愛に溢れた人物たちであった。父蘇洵と兄弟で都に上京してから、同じ科挙合格者として政治の世界に入った。時には兄の地方役職の赴任の際に70キロ先まで見送りをし、またある時には支持していた旧法党が崩れ、兄弟ともに左遷を味わう。蘇軾は人生で多くの詩を残しているが、その多くは弟に向けた離別詩が多い。以下の詩は弟と初めて離れた時に詠まれた詩である。
| 辛丑十一月十九日 既與子由別於鄭州西門之外 馬上賦詩一篇寄之（辛丑十一月十九日 既に子由と鄭州の西門の外に別れ 馬上に詩一篇を賦して之に寄す） | 辛丑十一月十九日 既與子由別於鄭州西門之外 馬上賦詩一篇寄之（辛丑十一月十九日 既に子由と鄭州の西門の外に別れ 馬上に詩一篇を賦して之に寄す） | 辛丑十一月十九日 既與子由別於鄭州西門之外 馬上賦詩一篇寄之（辛丑十一月十九日 既に子由と鄭州の西門の外に別れ 馬上に詩一篇を賦して之に寄す） |
| 原文 | 書き下し文 | 通釈 |
| --- | --- | --- |
| 不飲胡為酔兀兀 | 飲まざるに胡為ぞ酔うて兀兀たる | 酒を飲んだわけでもないのにどうしてこう酔っぱらった時のようにふらふらするのだろう                                                           |
| 此心已逐帰鞍發 | 此の心已に帰鞍を逐うて發つ | わたしの心はすっかり都へ帰っていく君の馬の鞍の後を逐って抜け出しているに違いない                                                           |
| 帰人猶自念庭闈 | 帰人猶ほ自ら庭闈を念ふ | 帰っていく君は何と言っても親の膝元に戻ることを心頼みに出来ようが                                                                           |
| 今我何以慰寂寞 | 今我何を以てか寂寞を慰めん | 今わたしは何によって心の寂しさを紛らわせよう                                                                                               |
| 登高囘首坡壠隔 | 高きに登りて首を囘らせば坡壠隔つ | 高みに登って都の方を振り返って見ると一つの丘が遮っている                                                                                   |
| 但見烏帽出復沒 | 但だ見る烏帽の出でて復没するを | ただ君が被る烏帽だけが出たり隠れたりするのが見えるだけだ                                                                                   |
| 苦寒念爾衣裘薄 | 苦寒に念ふ爾が衣裘を薄くして | 冬の激しい風雪のある旅で君の着物が薄くはないかと気にかかり                                                                                 |
| 獨騎痩馬踏残月 | 獨り痩馬に騎って残月を踏むを | 夜明け前の旅立ちにひとり痩せ馬にまたがって残月の影を踏んでいく君を想う                                                                     |
| 路人行歌居人楽 | 路人は行く行く歌ひ居人は楽しむ | 旅人は歌を口ずさみつつ行きかい家におる人は楽しげである                                                                                     |
| 童僕怪我苦悽惻 | 童僕は我が苦だ悽惻するを怪しむ | しかししもべたちはわたしだけひどく悲しげな顔をしているのをいぶかっている                                                                   |
| 亦知人生要有別 | 亦た知る人生要ず別れ有ることを | また分かっている人生に別れはつきものだということを                                                                                         |
| 但恐歳月去飄忽 | 但だ恐る歳月去ること飄忽なるを | ただ恐れる年月が風のように早く過ぎ去ってしまうことを                                                                                       |
| 寒燈相對記疇昔 | 寒燈に相對せし疇昔を記す | 頼りないともし火の光のもとに向かい相語り明かした昨夜のことはいつまでも思い出に残るだろう                                                   |
| 夜雨何時聴簫瑟 | 夜雨何れの時にか簫瑟を聴かん | 二人で床を並べてそぼふる夜の雨の音を静かに聞ける日はいつになったら来るのか                                                                 |
| 君知此意不可忘 | 君此の意の忘るべからざるを知らば | 君もこの願いこそ二人の心にとどむべきものだとはお判りでしょうが                                                                             |
| 慎勿苦愛高官職 | 慎んで高き官職を苦しく愛すること勿れ | それならどうか高い官職を極度に好むことなどないようにしてほしい                                                                             |

※「子由」は蘇轍のこと。

#### 蘇軾と王安石
蘇軾の散文や詩は柔軟でしなやかであり、芯が強いのが特徴である。一方で、同時代に活躍し政治的にも対立をしていた王安石の散文は、明快で硬質な文体であった。人生も文体の特徴も正反対な両者は交わることのない関係に思われるが、詩文を通じた交流が有った。要職を退いた後の王安石は蘇軾に対して以下の七言絶句を送っている。
| 北山           | 北山                                       | 北山                                                 |
| 原文           | 書き下し文                                 | 通釈                                                 |
| -------------- | ------------------------------------------ | ---------------------------------------------------- |
| 北山輸緑漲横陂 | 北山緑を輸横陂漲る                         | 北山は緑豊かに田んぼには水がみなぎっている           |
| 直塹回塘艶艶時 | 直塹、回塘、艶艶たる時                     | 真っ直ぐな堀、丸い池が艶やかな季節                   |
| 細數落花因坐久 | 細かに落花を數ふるは坐すること久しきに因る | 落花をひとつひとつ数えたのも君と長くいたおかげである |
| 緩尋芳草得歸遲 | 緩やかに芳草を尋ねて歸ること遅きを得たり   | ともに遅くまで芳草を訪ねて歩いたものだ               |

蘇軾はこれに対して
| 次荊公韻(荊公の韻に次す) | 次荊公韻(荊公の韻に次す)           | 次荊公韻(荊公の韻に次す)                                             |
| 原文                     | 書き下し文                         | 通釈                                                                 |
| ------------------------ | ---------------------------------- | -------------------------------------------------------------------- |
| 騎驢渺渺入荒陂           | 驢に騎って渺渺として荒陂に入る     | ロバに乗ってはるばる旅を続けてきて荒涼とした池のつつみに入った       |
| 想見先生未病時           | 想見す先生の未だ病まざりし時を     | ふと、君の病気前の元気なお姿が目に浮かんだ                           |
| 勧我試求三畝宅           | 我に勧めて試みに三畝の宅を求めしむ | 君はわたくしにこの地に三畝ほどの宅地を探してご覧になってはと勧めるが |
| 従公已覚十年遅           | 公に従うこと已に十年遅きを覚ゆ     | 君に従って教えを受けるのがすでに十年遅すぎたとつくづく思う           |

と、答えている。
※「荊公」は王安石のこと。
上に挙げた詩のほかにも、成語「一刻千金」の元となった春夜などが知られている。

## 書家として
書家としても著名で、米芾・黄庭堅・蔡襄とともに宋の四大家と称される。蘇軾ははじめ二王（王羲之と王献之）を学び、後に顔真卿・楊凝式・李邕を学んだ。代表作に、「赤壁賦」（せきへきのふ）・『黄州寒食詩巻』などがある。『黄州寒食詩巻』（こうしゅうかんじきしかん、『寒食帖』（かんじきじょう）とも）は、元豊5年（1082年）47歳のとき、自詠の詩2首を書いた会心の作で、この2首は何れも元豊5年春、寒食節（清明節の前日）を迎えたときの詩である。縦33cmの澄心堂紙に行書で17行に書いたもので、「年」・「中」・「葦」・「帋」の字の収筆を長くして変化を出している。落款はないが、黄庭堅の傑作といわれる跋（『黄州寒食詩巻跋』）があり、両大家の代表作をあわせ見ることができる貴重な作品である。

## 画家として
絵画の分野において士夫画の提唱者であり、自身も墨竹画をよくした。現存する自筆作品は限られるが、絵画に関して論じた文章や詩を多く残している。その代表的な作品として『浄因院画記』・『伝神記』・『篔簹谷偃竹記』などがある。また、題跋詩や題画詩にも蘇軾の絵画に対する思想がみえる。「書鄢陵王主簿所画折枝二詩」に「画を論ずるに形似を以てするは、見児童と隣す」とあるように、画の「形似」ではなくその内の精神性に重きをおいていた。蘇軾と思想を共にした人物には文同・黄庭堅・米芾・華元などがいる。なかでも最も影響を受けたと思われるのが、その従兄弟であり画竹の師でもあった文同である。蘇軾は文同の画について「與可の竹を画く時、竹を見て人を見ず」と評した。また、王維の詩について「詩中に画あり、画中に詩あり」と評している。

## 居士（禅信奉者）として
東坡居士と呼ばれ始めたのは、黄州左遷時からである。左遷や貶謫の波乱の中、この状況を利用し、禅的境地に磨きをかけた。モンゴルのチンギス・カンの宰相、耶律楚材こと湛然居士は、「しばしば東坡を真人中の竜と称せり」と述べており、道元禅師は「筆海の真竜なりぬべし」と評価している。蘇軾は廬山の偈に、「溪声は便ちこれ広長舌、山色豈に清浄身にあらざらんや」と述べている。初めから仏教に通じていたわけではなかったが、生死を透脱するためにすべての大地を悟りの導く門として扱うことにより、愁いや痛みを払いのけた。度を超す程仏典に浸ったこともあり、「唐代に香山（白楽天）有り、宋代に子瞻有り」と言われた。　

## 家庭
| \| \| \| \| \| \| \| \| \| \| \| \| \| \| \| \| \| \| \| \| 高祖父：蘇祜 \| \| \| \| \| \| \| \| \| \| \| \| \| \| \| \| \| \| \| \| \| \| \| \| \| \| \| \| \| \| \| \| \| \| \| \| \| \| \| \| \| \| \| \| \| \| \| \| \| \| \| \| \| \| 曾祖父：蘇杲 \| \| \| \| \| \| \| \| \| \| \| \| \| \| \| \| \| \| \| \| \| \| \| \| \| \| \| \| \| \| \| \| \| \| \| \| \| \| \| \| \| \| \| \| \| \| \| \| \| \| \| \| \| \| 高祖母：李氏 \| \| \| \| \| \| \| \| \| \| \| \| \| \| \| \| \| \| \| \| \| \| \| \| \| \| \| \| \| \| \| \| \| \| \| \| \| \| \| \| \| \| \| \| \| \| \| \| \| \| \| \| \| \| 祖父:蘇序 \| \| \| \| \| \| \| \| \| \| \| \| \| \| \| \| \| \| \| \| \| \| \| \| \| \| \| \| \| \| \| \| \| \| \| \| \| \| \| \| \| \| \| \| \| \| \| \| \| \| \| \| \| \| 曾祖母：宋氏 \| \| \| \| \| \| \| \| \| \| \| \| \| \| \| \| \| \| \| \| \| \| \| \| \| \| \| \| \| \| \| \| \| \| \| \| \| \| \| \| \| \| \| \| \| \| \| \| \| \| \| \| \| \| 父：蘇洵 \| \| \| \| \| \| \| \| \| \| \| \| \| \| \| \| \| \| \| \| \| \| \| \| \| \| \| \| \| \| \| \| \| \| \| \| \| \| \| \| \| \| \| \| \| \| \| \| \| \| \| \| \| \| 祖母：史氏 \| \| \| \| \| \| \| \| \| \| \| \| \| \| \| \| \| \| \| \| \| \| \| \| \| \| \| \| \| \| \| \| \| \| \| \| \| \| \| \| \| \| \| \| \| \| \| \| \| \| \| \| \| \| 蘇軾 \| \| \| \| \| \| \| \| \| \| \| \| \| \| \| \| \| \| \| \| \| \| \| \| \| \| \| \| \| \| \| \| \| \| \| \| \| \| \| \| \| \| \| \| \| \| \| \| \| \| \| \| \| \| 外曾祖父：程仁霸 \| \| \| \| \| \| \| \| \| \| \| \| \| \| \| \| \| \| \| \| \| \| \| \| \| \| \| \| \| \| \| \| \| \| \| \| \| \| \| \| \| \| \| \| \| \| \| \| \| \| \| \| \| \| 外祖父:程文応 \| \| \| \| \| \| \| \| \| \| \| \| \| \| \| \| \| \| \| \| \| \| \| \| \| \| \| \| \| \| \| \| \| \| \| \| \| \| \| \| \| \| \| \| \| \| \| \| \| \| \| \| \| \| 母：程夫人 \| \| \| \| \| \| \| \| \| \| \| \| \| \| \| \| \| \| \| \| \| \| \| \| \| \| \| \| \| \| \| \| \| \| \| \| \| \| \| \| \| \| \| \| \| \| \| \| \| \| \| \| |                  |  |  |  |  |  |  |  |  |  |  |  |  |  |  |  |
| |                  |  |  |  |  |  |  |  |  |  |  |  |  |  |  |  |
| | 高祖父：蘇祜     |  |  |  |  |  |  |  |  |  |  |  |  |  |  |  |
| |                  |  |  |  |  |  |  |  |  |  |  |  |  |  |  |  |
| |                  |  |  |  |  |  |  |  |  |  |  |  |  |  |  |  |
| | 曾祖父：蘇杲     |  |  |  |  |  |  |  |  |  |  |  |  |  |  |  |
| |                  |  |  |  |  |  |  |  |  |  |  |  |  |  |  |  |
| |                  |  |  |  |  |  |  |  |  |  |  |  |  |  |  |  |
| | 高祖母：李氏     |  |  |  |  |  |  |  |  |  |  |  |  |  |  |  |
| |                  |  |  |  |  |  |  |  |  |  |  |  |  |  |  |  |
| |                  |  |  |  |  |  |  |  |  |  |  |  |  |  |  |  |
| | 祖父:蘇序        |  |  |  |  |  |  |  |  |  |  |  |  |  |  |  |
| |                  |  |  |  |  |  |  |  |  |  |  |  |  |  |  |  |
| |                  |  |  |  |  |  |  |  |  |  |  |  |  |  |  |  |
| | 曾祖母：宋氏     |  |  |  |  |  |  |  |  |  |  |  |  |  |  |  |
| |                  |  |  |  |  |  |  |  |  |  |  |  |  |  |  |  |
| |                  |  |  |  |  |  |  |  |  |  |  |  |  |  |  |  |
| | 父：蘇洵         |  |  |  |  |  |  |  |  |  |  |  |  |  |  |  |
| |                  |  |  |  |  |  |  |  |  |  |  |  |  |  |  |  |
| |                  |  |  |  |  |  |  |  |  |  |  |  |  |  |  |  |
| | 祖母：史氏       |  |  |  |  |  |  |  |  |  |  |  |  |  |  |  |
| |                  |  |  |  |  |  |  |  |  |  |  |  |  |  |  |  |
| |                  |  |  |  |  |  |  |  |  |  |  |  |  |  |  |  |
| | 蘇軾             |  |  |  |  |  |  |  |  |  |  |  |  |  |  |  |
| |                  |  |  |  |  |  |  |  |  |  |  |  |  |  |  |  |
| |                  |  |  |  |  |  |  |  |  |  |  |  |  |  |  |  |
| | 外曾祖父：程仁霸 |  |  |  |  |  |  |  |  |  |  |  |  |  |  |  |
| |                  |  |  |  |  |  |  |  |  |  |  |  |  |  |  |  |
| |                  |  |  |  |  |  |  |  |  |  |  |  |  |  |  |  |
| | 外祖父:程文応    |  |  |  |  |  |  |  |  |  |  |  |  |  |  |  |
| |                  |  |  |  |  |  |  |  |  |  |  |  |  |  |  |  |
| |                  |  |  |  |  |  |  |  |  |  |  |  |  |  |  |  |
| | 母：程夫人       |  |  |  |  |  |  |  |  |  |  |  |  |  |  |  |
| |                  |  |  |  |  |  |  |  |  |  |  |  |  |  |  |  |
| |                  |  |  |  |  |  |  |  |  |  |  |  |  |  |  |  |

祖父：
- 蘇序

父親：
- 蘇洵、唐宋八大家の一人である。かつては、『名二子説』により、子供を変えて命名したとの由来がある。

母親：
- 程夫人、眉山の富豪である程文応の娘で、程濬の妹である。18歳で嫁ぎ、翌年蘇洵を生んでいる。結婚後は夫とともに子を教え、家事を行った。蘇軾の一生の思想には深く母親の影響を受けている。

兄弟姐妹：

蘇洵と程氏には三男三女があるが、長男の景先と三名の娘は皆早世している。
- 蘇景先、早卒している。
- 蘇氏、蘇軾の一番上の姉、早卒している。
- 蘇氏、蘇軾の二番目の姉、早卒している。
- 蘇八娘（1035年—1052年）、蘇軾の三番目の姉で、16歳で母の兄の程濬の子程之才に嫁ぐ。二年後に夫の実家の虐待を受けて死亡している[28][29]。清朝の袁枚の『隨園詩話（中国語版）』には誤って蘇軾の妹としている[30]。
- 蘇轍、蘇軾の弟で、唐宋八大家の一人である。

伝説では、蘇軾に蘇小妹という妹がおり、成年後秦少游に嫁いだとされる、また、虚構の人物として蘇軾より一切年長の蘇八娘がおり、蘇軾の弟である蘇轍は、自己を最も若いとしたという。また、秦少游の之妻は徐文美であり、秦氏の家譜である『秦譜』には、秦少游が蘇氏の娘を娶ったという記述はない。
妻妾：
- 王弗、蘇軾の妻で、16歳の時に19歳の蘇軾と結婚した。結婚後の二人の間は親密であった。結婚後11年で、病により逝去している。時に27歳であった。蘇軾が40歳の時に作った詩で、亡妻を悼んでいる（江城子·乙卯正月二十日夜記夢）。
- 王閏之、蘇軾の妻で、王弗の妹である。王弗が逝去した三年後、蘇軾に嫁いでいる。蘇軾が58歳の時に逝去している。享年は46である。
- 王朝雲、蘇軾の妾で、もともとは歌妓であった。38歳の蘇軾が12歳の王朝雲を手に入れている。後に侍妾とした。蘇軾が流罪を受けても一緒にいた。紹聖三年、享年34で逝去した。

子女：
- 蘇邁、妻王弗の子である。
- 蘇迨、妻王閏之の子である。
- 蘇過、妻王閏之の子である。
- 蘇遯、妾王朝雲の子であるが、一年もせずに亡くなっている。

この外、宦官梁師成が蘇軾が梁姓友人の婢妾が産んだ子を「蘇軾出子」と自称しているが、蘇家によって否認されている。翰林学士の孫覿は蘇軾が人に送った婢妾の産んだ子を彼の私生子としている。
堂妹：
- 蘇氏、蘇渙の四女で柳仲遠（字は子文）に嫁ぎ、徳化県君に封じられている。『隨園詩話』では、蘇軾に一人の従姉妹がおり、柳氏に嫁いでいるが、これを蘇軾の妹としている。

## 備考
蘇軾は墨石の収集に熱心で、名墨・珍墨があると聞けば高麗にまで使いを出すほどであり、同じく収集家だった黄庭堅から名墨を強奪したエピソードも残されている。集めるだけでは満足できなくなった蘇軾は、人里離れた松林に小屋を建てて墨の自作に挑戦したが、失敗し山火事を起こしている。しかし、失敗しても諦めなかった蘇軾は、後に「海南松煙墨」という名墨を完成させている。
中華料理のポピュラーな品目である「東坡肉」（トンポーロー、ブタの角煮）は、彼が黄州へ左遷させられた際に豚肉料理について詠じた詩からつけられたという。
ライチは好物で、『食茘枝』という詩には「日に茘枝を300個食べられるなら、長く嶺南人になっても辞めない」という記述がある。
蘇軾の死後、蔡京が握ると旧法党の弾圧が再び行われて遺族は困窮に悩まされていたが、かつて蘇軾の部下であった高俅（物語『水滸伝』では最大の悪役とされている）は蘇軾から受けた恩義に報いるために秘かに遺族を支援していたという。

## 日本語文献

### 注解
- 近藤光男 訳『蘇軾』（新装版）集英社〈漢詩選11〉、1996年。ISBN 978-4081561117。[注釈 3]
- 近藤光男 訳『蘇東坡』（新装版）小沢書店〈小沢クラシックス：中国名詩鑑賞7〉、1996年。[注釈 4]
- 小川環樹・山本和義 訳『蘇東坡詩選』岩波文庫、初版1975年。ISBN 4003200713。
- 小川環樹・山本和義 訳『蘇軾』岩波書店〈中国詩人選集 第二集 2・3〉、初版1962年。新版1990年
  - 改訂版『蘇軾』岩波書店〈新修 中国詩人選集6〉、1983年。
- 小川環樹・山本和義 編『蘇東坡詩集』（4冊分刊）筑摩書房、1983-90年。[注釈 5]
- 向嶋成美・高橋明郎 訳『唐宋八大家文読本〈蘇軾〉』王連旺編、明治書院〈新書漢文大系39〉、2018年。ISBN 9784625664304。
  - 元版『唐宋八大家文読本 五・六[注釈 6]』明治書院〈新釈漢文大系〉、2004-2016年。全7巻

### 伝記・研究
- 田中克己『蘇東坡』研文出版、1983年。
- 横田輝俊『蘇東坡―天才詩人 中国の詩人 その詩と生涯11』集英社、1983年。ISBN 4081270112。
- 小川環樹「蘇東坡の文芸、蘇東坡の一生とその詩 ほか」『小川環樹著作集 第3巻』筑摩書房、1997年。ISBN 448070373X。
- 石川忠久『蘇東坡100選‐漢詩をよむ‐』NHK出版〈NHKライブラリー〉、2001年。ISBN 978-4140841280。
- 山本和義『詩人と造物 蘇軾論考』研文出版、2002年。
- 山本和義「第1章「蘇軾研究」」『理と詩情‐中国文学のうちそと‐』研文出版〈研文選書〉、2012年。ISBN 4876363439。
- 内山精也『蘇軾詩研究　宋代士大夫詩人の構造』研文出版、2010年。ISBN 4876363145。
- 塘耕次『蘇東坡と『易』注』汲古書院〈汲古選書〉、2013年。ISBN 4762950645。
- 林語堂 著、合山究 訳『蘇東坡』（再版）講談社学術文庫 上・下、2007年。初版1987年

#### 刊行の古い文献
- 小川環樹『風と雲‐中国文学論集‐』朝日新聞社、1972年。
- 山本和義『蘇軾』筑摩書房〈中国詩文選19〉、1973年。
- 小川環樹・山本和義『蘇東坡集』朝日新聞社〈中国文明選2〉、1973年。
- 竺沙雅章『蘇東坡』人物往来社〈第2期　中国人物叢書6〉、1967年。
- 佐伯富『蘇東坡全集索引』彙文堂、1958年。
- 久保天随『蘇東坡全詩集 全6巻』（復刻版）日本図書センター。

### 漫画
- 大河原遁『東坡食譜』（初版）集英社〈ヤングジャンプ・コミックス〉、2017年4月19日。ISBN 978-4088906645。

## 登場作品
- テレビドラマ
  - 『水滸伝 永遠なる梁山泊』(1998年、演：唐国強)
  - 『水滸伝 All Men Are Brothers』(2011年、演：佟大為)
  - 『蘇東坡（中国語版）』(2012年、演：陸毅（中国語版）)
  - 『東坡家事』(2015年、演：ボビー・アウヨン)
- 小説
  - 倉橋由美子「漂流記」